# Džono Restić (povjesničar)
Džono Restić /Junije Rastić/ (Dubrovnik, 1669. ili 1671. - ?, 6. rujna 1735.) dubrovački vlastelin, smatra se najvrsnijim povjesničarom Dubrovnika svoga vremena. Pisac je prvoga dijela, od početaka do 1451., djela o povijesti Dubrovnika Chronica ragusina Junii Restii (ab origine urbis usque ad annum 1451.) item Joannis Gundulae (1451.−1484.). Uz godinu 1419. bilježi: Konavle su: "najstarija jurisdikcija porušenoga grada Epadaura, pa se stoga i pristojalo da nakon 800 godina potomci Epidaurana ponovno steknu stari dominij nad Konavlima i Vitaljinom."

## Vanjske poveznice
- Tekst o Restiću na stranicama Enciklopedije LZMK
- Restićevo pisanje o gradnji starih dubrovačkih crkava